# Kóny
Kóny là một thị trấn thuộc hạt Győr-Moson-Sopron, Hungary. Thị trấn này có diện tích 28,88 km², dân số năm 2010 là 2626 người, mật độ 91 người/km².